# Liberta (Antígua e Barbuda)
Liberta é a terceira maior cidade de Antígua. Está localizada ao sul da ilha, e é ligada por uma estrada ao porto de Falmouth.

## História
Perto da época de emancipação, uma mulher dona de propriedades na região, provavelmente uma ex-proprietária de escravos, teve problemas financeiros e foi forçada a dividir e vender parte de suas terras em pequenos lotes. Os ex-escravos que habitavam a área compraram essas pequenas propriedades. Eles imediatamente se estabeleceram nas propriedades que compraram e construíram suas casas. Além de trabalhar nas plantações vizinhas, também ganhavam dinheiro trabalhando como como mecânicos no estaleiro. Mais tarde, seus descendentes trabalharam com comércio, como alfaiates e lojistas. "Liberta" (que significa Liberdade) nasceu do orgulho, da nobreza e da visão de futuro das pessoas libertadas em 1835. Em 1842, foi colocada uma placa pintada perto da fronteira da cidade que com orgulho dizia: "A Vila de Liberta (Liberdade)".

## Educação
Liberta possui uma escola chamada Liberta Junior Secondary. A cidade também tem uma orquestra que toca tambores de aço.